# 东岸乡 (上蔡县)
东岸乡，是中华人民共和国河南省驻马店市上蔡县下辖的一个乡镇级行政单位。

## 行政区划
东岸乡下辖以下地区：
东岸村、孙王村、张尧村、程尧村、关庄村、拐湾村、光武村、王堂村、张茂英村、刘小庄村、路口村、中兴村、陆马白村、张杨郏村、白堂村、大苏村、西袁庄村、胡庄村、牌坊刘村和套楼村。